# Кудрино (Верховажский район)
Кудрино — деревня в Верховажском районе Вологодской области.
Входит в состав Чушевицкого сельского поселения, с точки зрения административно-территориального деления — в Чушевицкий сельсовет.
Расстояние по автодороге до районного центра Верховажья — 39,8 км, до центра муниципального образования Чушевиц — 6,6 км. Ближайшие населённые пункты — Новая Деревня, Дресвянка, Зуевские.
По переписи 2002 года население — 5 человек.